# Усть-Каменогорське водосховище
Усть-Каменогорське водосховище (каз. Өскемен бөгені) — водосховище у верхів'ях Іртишу, на північному сході Казахстану. Було створено у 1952 році, у зв'язку з будівництвом ГЕС і греблі в Усть-Каменогорську. Водосховище має 77 км завдовжки, до 1,2 км завширшки і займає площу 37 км². Його об'єм становить 0,65 км³. Середня глибина становить 18 м, а максимальна — 45 м.
Здійснює багатолітнє регулювання стоку. Використовується для енергетики і іригації.